# John Relish
John Relish (Huyton, 5 ottobre 1953) è un allenatore di calcio ed ex calciatore inglese, di ruolo difensore.

## Carriera

### Giocatore
Dopo aver giocato nei settori giovanili di Liverpool e Chester, nel 1972, all'età di 19 anni, esordisce tra i professionisti con quest'ultimo club, con il quale nell'arco di un biennio totalizza 11 presenze ed una rete nella quarta divisione inglese. Successivamente nel 1974 si trasferisce ai gallesi del Newport County, a loro volta militanti nella quarta divisione inglese, ai quali di fatto lega la quasi totalità della sua carriera da giocatore (oltre che l'inizio di quella da allenatore): rimane infatti in rosa negli Exiles per tredici stagioni consecutive, ovvero fino al 1987, giocando in quarta divisione fino al 1980 e successivamente in terza divisione fino al 1987; nella stagione 1979-1980 vince anche la Coppa del Galles per la prima (ed unica) volta nella storia del club, giocando successivamente 4 partite nella Coppa delle Coppe 1980-1981; nel 1986 diventa anche per un breve periodo allenatore del club. In seguito tra il 1987 ed il 1989 gioca a livello semiprofessionistico con i Forest Green, per poi ritirarsi nel 1990, all'età di 37 anni, dopo un'ultima stagione in Hellenic Football League con il Newport County (che per problemi economici era stato espulso dalla Football League e si era iscritto a questo torneo semiprofessionistico).
In carriera ha totalizzato complessivamente 348 presenze e 10 reti nei campionati della Football League (tutte fra terza e quarta divisione).

### Allenatore
Nel 1989, al momento del suo ritorno al Newport County dopo le difficoltà economiche del club che ne avevano portato al declassamento in Hellenic Football League, Relish diventa anche allenatore del club, ruolo che poi mantiene anche dal 1990 al 1993, nella Midland Division della Southern Football League (settima divisione), categoria in cui il club era stato promosso vincendo la Hellenic Football League nella stagione 1989-1990. In seguito ha allenato vari club semiprofessionistici gallesi ed inglesi (a più riprese il Merthyr Tydfil, il Weston-super-Mare ed il Bath City).

## Palmarès

### Giocatore

#### Competizioni nazionali
- Coppa del Galles: 1

Newport County: 1979-1980

#### Competizioni regionali
- Hellenic Football League: 1

1989-1990
- Hellenic League Cup: 1

1989-1990

### Allenatore

#### Competizioni nazionali
- Southern Football League: 1

Bath City: 2006-2007

#### Competizioni regionali
- Hellenic Football League: 1

1989-1990
- Hellenic League Cup: 1

1989-1990